# Norbulingka
Norbulingka (standardnotibetansko ནོར་བུ་གླིང་ག; Wylie: Nor bu gling ga; poenostavljeno kitajsko: 罗布林卡; tradicionalno kitajsko: 羅布林卡; dobesedno 'Park z dragulji') je palača in okoliški park v Lasi, Avtonomna pokrajina Tibet, zgrajena od leta 1755 - 1783. Služila je kot tradicionalna poletna rezidenca zaporednih dalajlam od 1780-ih do izgnanstva 14. dalajlame leta 1959. Del »zgodovinskega ansambla palače Potala« je Norbulingka priznana kot Unescova svetovna dediščina in je bila dodana kot razširitev tega zgodovinskega ansambla leta 2001. Zgradil jo je 7. dalajlama in je služila kot upravno in versko središče. Je edinstvena predstavitev arhitekture tibetanske palače.
Palača Norbulingka stoji na zahodni strani Lase, malo jugozahodno od palače Potala. Norbulingka pokriva površino okoli 36 hektarjev in velja za največji umetni vrt v Tibetu.
Park Norbulingka velja za najpomembnejši park med vsemi tovrstnimi hortikulturnimi parki v podobnih etničnih okoljih v Tibetu. V poletnih in jesenskih mesecih parki v Tibetu, vključno z Norbulingko, postanejo središča zabave s plesom, petjem, glasbo in praznovanji. V parku poteka letni Šo Dun ali 'Festival jogurta'.
Palača Norbulingka je bila večinoma identificirana s 13. in 14. dalajlamo, ki sta naročila večino struktur, ki stojijo še danes. Med invazijo na Tibet leta 1950 so bile številne stavbe poškodovane, vendar so bile obnovljene leta 2003, ko je kitajska vlada tukaj začela obnovitvena dela, da bi obnovila nekatere poškodovane strukture, pa tudi zelenje, cvetlične vrtove in jezera.

## Imena
V tibetanščini Norbulingka pomeni »Vrt z dragulji« ali »Park z dragulji«. Beseda lingka (tibetanščina: གླིང་ག, Wylie: gling ga) se v Tibetu običajno uporablja za opredelitev vseh hortikulturnih parkov v Lasi in drugih mestih. Ko se je leta 1966 začela kulturna revolucija, se je Norbulingka preimenovala v »Ljudski park« in odprla za javnost.

## Geografija in okolje
Palača s 374 sobami je 3 kilometre zahodno od palače Potala, ki je bila zimska palača. Je v zahodnem predmestju mesta Lasa na bregu reke Kjiču. Ko se je začela gradnja palače (v obdobju 7. dalajlame) v 1740-ih, je bilo mesto nerodovitno zemljišče, poraščeno s plevelom in grmičevjem ter okuženo z divjimi živalmi.
Park, ki je na nadmorski višini 3650 metrov, je imel cvetlične vrtove vrtnic, petunij, borovnic, ognjičev, krizantem in vrste zelišč v lončkih in redkih rastlin. Poročali so tudi o sadnih drevesih, vključno z jablanami, breskvami in marelicami (vendar sadje ni dozorelo v Lasi), pa tudi o topolih in bambusu. V času svojega razcveta je bilo območje Norbulingka tudi dom divjim živalim v obliki pavov in brahminskih rac v jezerih. Park je bil tako velik in dobro urejen, da je bilo dovoljeno celo kolesarjenje po okolici, da bi lahko uživali v lepotah okolja. 
Vrtovi so priljubljeno mesto za piknik in so čudovito prizorišče za gledališče, ples in festivale, zlasti Šodun ali 'Festival jogurta' v začetku avgusta, kjer družine več dni kampirajo na posestvu, obdane z barvitimi improviziranimi vetrobrani, preprogami in šali, medtem ko uživajo v vrhuncu poletnega vremena.
V Norbulingki je tudi živalski vrt, ki je bil prvotno ustvarjen za nastanitev živali, ki so bile dane dalajlamam. Heinrich Harrer je pomagal 14. dalajlami zgraditi majhno kinodvorano tam v 1950-ih.

## Zgodovina
Palača Norbulingka dalajlame je bila zgrajena približno 100 let po tem, ko je bila zgrajena palača Potala na vrhu Parkori, na 36 hektarih zemljišča. Zgrajena je bila malo stran zahodno od Potale za izključno uporabo dalajlame za bivanje v poletnih mesecih. Tenzin Gyatso, sedanji 14. dalajlama, je ostal tukaj, preden je pobegnil v Indijo. Gradnjo palače in parka je prevzel 7. dalajlama od leta 1755. Park Norbulingka in poletna palača sta bila dokončana leta 1783 pod vodstvom Jampel Gyatsa, 8. dalajlame. in postal poletna rezidenca v času vladavine 8. dalajlame.
Najzgodnejša zgodovina Norbulingke izvira od izvira na tej lokaciji, ki ga je v poletnih mesecih uporabljal 7. dalajlama za zdravljenje svojih zdravstvenih težav. Dinastija Čing je dalajlami dovolila zgraditi palačo na tej lokaciji za svoje bivanje, kot paviljon za počitek. Ker so poznejši dalajlame prav tako bivali tukaj zaradi študija (pred ustoličenjem) in kot poletno letovišče, je Norbulingka postala znana kot poletna palača dalajlame.
8. dalajlama je bil odgovoren za številne dodatke k kompleksu Norbulingka v obliki palač in vrtov. Vendar pa včasih poročajo, da so dalajlame od 6. do 12. umrli mladi in v skrivnostnih okoliščinah, za katere se domneva, da so bili zastrupljeni. Največ zaslug za širitev Norbulingke pripisujejo 13. in 14. dalajlami.
Prav iz palače Norbulingka je dalajlama 17. marca 1959 pobegnil v Indijo v trdnem prepričanju, da ga bodo Kitajci ujeli. Na ta dan se je dalajlama oblekel kot navaden Tibetanec in s puško čez ramo zapustil palačo Norbulinga in Tibet ter zaprosil za azil v Indiji. Ker je takrat pihala prašna nevihta, ga niso prepoznali. Reuters poroča, da so »dalajlama in njegovi uradniki, ki so prav tako pobegnili iz palače, na konjih odjahali iz mesta, da bi se pridružili njegovi družini na pohodu v Indijo«. Kitajci so ta »veliki pobeg« odkrili le dva dni pozneje. Skupina je dva tedna potovala po Himalaji in končno prečkala indijsko mejo, kjer je dobila politični azil. Norbulingko so pozneje obkolili protestniki in napadli Kitajci.
Poletna rezidenca dalajlame, ki je v parku Norbulingka, je zdaj turistična atrakcija. Palača ima veliko zbirko italijanskih lestencev, fresk jam Adžanta, tibetanskih preprog in številnih drugih artefaktov. V nekaterih sobah so poslikave Bude in 5. dalajlame. Soba za meditacijo, spalnica, konferenčna soba in kopalnica 14. dalajlame so del razstave in so razložene turistom.

## Opis
Palača Norbulingka in vrt v njenem območju, zgrajena v 18. stoletju, sta bila v preteklih letih deležna številnih dodatkov. Ogromen kompleks pokriva vrtno površino 3,6 km², vključno s 3,4 km² bujnih zelenih pašnikov, pokritih z gozdovi. Rečeno je, da je »najvišji vrt« kjerkoli na svetu in si je prislužil vzdevek Plateau Oxygen Bar.
Norbulingka je »najvišji, največji in najbolje ohranjen starodavni umetni hortikulturni vrt na svetu«, ki prav tako združuje vrtnarjenje z arhitekturo in kiparsko umetnostjo več tibetanskih etničnih skupin; Tukaj je ohranjenih 30.000 kulturnih relikvij starodavne tibetanske zgodovine. Kompleks je razmejen na pet različnih odsekov. Skupina stavb levo od vhodnih vrat je Kelsang Phodang (polno ime te palače je bskal bzang bde skyid pho brang), poimenovana po 7. dalajlami, Kelsang Gyatso (1708–1757). To je trinadstropna palača s prostori za čaščenje Bude, spalnicami, čitalnicami in zavetji v središču. Khamsum Zilnon, dvonadstropni paviljon, je nasproti vhodnih vrat. 8. dalajlama Jamphel Gyatso (1758–1804) je palačo bistveno povečal z dodajanjem treh templjev in obzidja na jugovzhodnem delu, park pa je oživel tudi z nasadom sadnih dreves in zimzelenih rastlin, prinesenih iz različnih delov Tibeta. Vrt je bil dobro razvit z velikim spremstvom vrtnarjev. Severozahodno od Kelsang Phodronga je Tsokjil Phodrong, ki je paviljon sredi jezera in Čensil Phodrong. Na zahodni strani Norbulingke je Golden Phodron, ki ga je leta 1922 zgradil dobrotnik, in skupina stavb, ki so bile zgrajene v času 13. dalajlame. 13. dalajlama je bil odgovoren za arhitekturne spremembe, vključno z velikimi rdečimi vrati v palačo; izboljšal je tudi vrt Čensel Lingkha na severozahodu. Severno od Tsokjil Phodrong je Takten Migyur Phodrong, ki ga je leta 1954 zgradil 14. dalajlama in je najelegantnejša palača v kompleksu, zlitje templja in vile. Nova poletna palača, ki gleda proti jugu, je bila zgrajena s sredstvi centralne vlade in dokončana leta 1956.
Najzgodnejša stavba je palača Kelsang, ki jo je zgradil 7. dalajlama in je »čudovit primer arhitekture rumenih kap. Dalajlame so iz prvega nadstropja te palače gledali ljudske opere, ki so se odvijale nasproti Khamsum Zilnona med festivalom Šoton. Zanimiva je tudi njena popolnoma obnovljena prestolna soba.«
Najbolj dramatično območje Norbulingke je bila Jezerska palača, zgrajena na jugozahodnem območju. V središču jezera so bili trije otoki povezani s kopnim s kratkimi mostovi. Na vsakem otoku je bila zgrajena palača. Hlev za konje in niz štirih hiš so vsebovali darila, ki jih je dalajlama prejel od kitajskih cesarjev in drugih tujih dostojanstvenikov.
Gradnjo Nove palače je leta 1954 začel sedanji dalajlama in je bila dokončana leta 1956. To je dvonadstropna stavba s tibetansko ravno streho. Ima dovršeno postavitev z labirintom sob in dvoran. Ta sodoben kompleks vsebuje kapele, vrtove, fontane in bazene. To je sodobna stavba v tibetanskem slogu, okrašena z okraski in predmeti. V prvem nadstropju te stavbe je 301 slika (freska) o tibetanski zgodovini, datirana v čas, ko sta se dalajlama in pančenlama srečala s predsednikom Mao Cetungom. Od leta 1986 je imela palača starinski ruski radio in Philipsovo konzolo, ki je še vedno vsebovala stare plošče s 78 obrati na minuto.
Celoten kompleks Norbulingka je bil razmejen z dvema sklopoma zidov. Območje, ki ga obdaja notranje obzidje, pobarvano rumeno, je bilo izključno za uporabo dalajlame in njegovih spremljevalcev. Uradniki in dalajlamina kraljeva družina so živeli na območju med notranjim rumenim zidom in zunanjim zidom. Za vstop obiskovalcev v palačo so upoštevali kodeks oblačenja; tisti, ki so nosili tibetanska oblačila, so bili dovoljeni; stražarji, postavljeni pri vratih, so nadzorovali vstop in zagotavljali, da nobenemu zahodnjaškemu klobuku (ki je postal priljubljen v Tibetu v času Lhamdo Dhondupsa) ni dovoljeno vstopiti. Nošenje čevljev v parku je bilo prepovedano. Stražarji na vratih so uradno pozdravili plemiče in visoke uradnike z orožjem. Tudi funkcionarji nižje kategorije so bili deležni pozdrava. Vrata zunaj rumenega zidu so bila močno zaščitena. Samo dalajlama in njegovi skrbniki so lahko šli skozi ta vrata. Psi čuvaji, ki so patruljirali po obodu Norbulingke, so bili tibetanski mastifi, ki so jih hranili v nišah zidov kompleksa in jih privezali z dolgimi povodci iz jakove dlake.
Na vzhodnih vratih v Norbulingko sta dva kipa Snežnega leva, pokrita s khatami (tankimi belimi šali, ki se ponujajo kot znak spoštovanja), snežnega leva na levi spremlja levji mladič. Mitični snežni lev je simbol Tibeta; po legendi skačejo z enega snežnega vrha na drugega. Večina stavb je zdaj zaprtih; so postale skladišča ali uporabljene kot pisarne za tiste, ki skrbijo za vzdrževalna dela. Nekatere dodatne stavbe, ki jih zdaj vidimo, so kioski s spominki, ki služijo obiskovalcem.

## Restavriranje in konzerviranje
Med kulturno revolucijo je kompleks Norbulingka utrpel veliko škodo. Toda leta 2001 je centralni komite kitajske vlade na svojem 4. tibetskem zasedanju sklenil obnoviti kompleks v njegovem prvotnem sijaju. Centralna vlada je leta 2002 odobrila nepovratna sredstva v višini 67,4 milijona juanov (8,14 milijona USD); obnovitvena dela, ki so se začela leta 2003, so v glavnem zajela palačo Kelsang Phodron, pisarne Kashakovega kabineta in številne druge strukture.
Državni svet je Norbulingko leta 1988 razglasil za »nacionalno pomembno kulturno relikvijo«. 14. decembra 2001 jo je Unesco uvrstil na seznam svetovne dediščine kot del »zgodovinskega ansambla palače Potala«. Ansambel zajema tri spomenike, in sicer palačo Potala, zimsko palačo dalajlame, samostan templja Jokang in Norbulingko, nekdanjo poletno palačo dalajlame, zgrajeno v 18. stoletju, ki velja za mojstrovino tibetanske umetnosti. Navedba navaja: »ohranjanje ostanki tradicionalne tibetanske arhitekture«. Na to gledamo v kontekstu obsežnega sodobnega razvoja, ki je potekal pod kitajsko suverenostjo v Tibetu. Kitajska državna turistična uprava je prav tako kategorizirala Norbulingko v »razred 4 A na nacionalnem turizmu (mesto) ravni« leta 2001. Leta 1959 je bil razglašen tudi za javni park.

## Galerija
- Norbulingka, 1993
- Tibetanska družina na Šo Dun festivalu, Norbulingka, 1993
- Zabava na Šo Dun festivalu, Norbulingka, 1993
- Norbulingka. Šo Dun, 'Jogurtov festival', 1993.
- Kopalnica 14, dalajlame v Norbulingki